# 玉置泰紀
玉置 泰紀（たまき やすのり、1961年 - ）は、KADOKAWA／2021年室エグゼクティブ・プロデューサー。『ウォーカー』総編集長、おおさかカンヴァス推進事業審査員を歴任。

## 経歴
大阪府枚方市生まれ。大阪府立四條畷高等学校、同志社大学文学部卒業。産経新聞大阪本社に入社し、神戸支局や大阪社会部にて記者を務める。その後、福武書店（現・ベネッセコーポレーション）で月刊女性誌、さらに角川書店で「関西ウォーカー」など6誌の編集に携わった後、現職。元ウォーカー街づくり総研所長。京都市埋蔵文化財研究所理事。 大阪府日本万国博覧会記念公園運営審議会委員。